# نقار الخشب السوري
نقار الخشب السوري (باللاتينية: Dendrocopos syriacus) هو نوع من الطيور يتبع فصيلة نقار الخشب.

## الانتشار والسكن
يعتبر نقار الخشب من الطيور المقيمة من جنوب شرق أوروبا إلى إيران. وقد توسع نطاقها إلى مزيد من شمال غرب أوروبا في السنوات الأخيرة. وهو من سكان الغابات المفتوحة، وزراعة الأشجار، والمتنزهات، وتبعا للأغذية وتعشيش على الأشجار القديمة.

## الوصف
نقار الخشب السوري بين 23-25 سم، الأجزاء العليا من الذكور الأسود اللامع، مع بقعة قرمزي على القفا وبيضاء على جانبي الوجه والرقبة.